# 32897 Curtharris
32897 Curtharris este un asteroid care intersectează orbita planetei Marte.

## Descriere
32897 Curtharris este un asteroid care intersectează orbita planetei Marte. Asteroidul prezintă o orbită caracterizată de o semiaxă mare de 2,34 ua, o excentricitate de 0,30 și o înclinație de 23,9° în raport cu ecliptica.